# Supersypnoides fuliginosa
Supersypnoides fuliginosa är en fjärilsart som beskrevs av Butler 1877. Supersypnoides fuliginosa ingår i släktet Supersypnoides och familjen nattflyn. Inga underarter finns listade i Catalogue of Life.